# Marcos Paz (Buenos Aires)
Pour les articles homonymes, voir Marcos Paz.
Marcos Paz est une ville d’Argentine, capitale du partido de Marco Paz, dans la province de Buenos Aires.